# Sösjö
Sösjö är en by i Bräcke distrikt (Bräcke socken) i Bräcke kommun, Jämtlands län (Jämtland). Byn ligger vid Länsväg Z 712, cirka sju kilometer österut från tätorten Bräcke. Väster om byn finns en sjö som heter Sösjön.
Från 2015 till 2020 klassades byn av SCB som en småort.